# Зборівський монастир
Монастир святого архистратига Михаїла в Зборові (ЗСНСМФ) — монастир Української греко-католицької церкви в м. Зборів Тернопільської области.

## Історія
У 1993 році єпископ Зборівської єпархії Михаїл Колтун запросив сестер Згромадження СНСМФ на служіння до Зборова. У листопаді того ж року дві сестри, Надія (Тетяна) Голейко та Іванна (Марія) Завійська, переїхали в місто. Спочатку вони оселилися в невеликому будинку біля катедральної церкви Преображення Господнього. Після двох переїздів у 2000 році сестри нарешті оселилися на постійній основі в новоствореному монастирі святого Архистратига Михаїла, який також став головним домом Згромадження СНСМФ.
11 листопада 2000 року о. Михайло Пошва відслужив у монастирі першу Святу Літургію. Для богослужінь облаштовано внутрішню каплицю св. Архистратига Михаїла.
У 2007 році монастир відвідав владика Василій Семенюк з єдиною візитацією.
При монастирі функціонують:
- Недільна катехитична школа ім. блаженного Зенона Ковалика, де сестри готують дітей до Першої сповіді та Урочистого причастя.
- Бібліотека для дітей та дорослих.
- Музей Згромадження та музей Зборівської єпархії.
- Курси з вивчення англійської та німецької мов.
- Реколекції для дівчат і молоді.

Сестра Лукія Романів викладає основи християнської етики в школі села Озерна, а сестра Ольга Беш займається з дітьми в садочку.
Найбільшої кількості сестер (17) монастир досяг у 2002 році. Наразі в монастирі проживає 7 сестер, а головною настоятелькою Згромадження є Вероніка (Іванна) Кішко. Монастир має єпархіальне право.

## Настоятельки
- с. Надія (Тетяна) Голейко (1993—2010),
- с. Святослава (Любов) Завійська (1995—2010),
- с. Ольга (Марія) Беш (2010),
- с. Лукія (Світлана) Романів (з серпня 2011).